# Michele Mognato
Michele Mognato (Venezia, 10 dicembre 1961) è un politico italiano.

## Biografia
Già delegato sindacale e componente del Consiglio d'Azienda Europea, alle elezioni amministrative del 1997 entra nel consiglio comunale di Venezia, venendo nominato dal 2000 al 2005 anche vicesindaco e assessore nella giunta del sindaco Paolo Costa.
Segretario provinciale dei Democratici di Sinistra dal 2005 al 2007, alle elezioni amministrative del 2005 viene rieletto consigliere comunale a Venezia nella lista dei DS, entrando poi nella giunta guidata da Massimo Cacciari come assessore al bilancio e vicesindaco dal 2008 al 2010, oltre a essere nominato Prosindaco di Mestre e della Terraferma. Alle successive elezioni amministrative del 2010 viene rieletto nel consiglio comunale nella lista del Partito Democratico, di cui diviene segretario provinciale nell'ottobre del 2010.
Alle elezioni politiche del 2013 viene eletto deputato della XVII legislatura della Repubblica Italiana nella circoscrizione Veneto 2 per il Partito Democratico. È componente della IX Commissione Trasporti della Camera e componente e poi Segretario della Commissione Parlamentare per le Questioni Regionali.
Nel giugno 2014 rimane coinvolto, insieme al collega di partito ex presidente della Provincia di Venezia, il deputato Davide Zoggia, all'ex presidente della Provincia di Belluno Sergio Reolon e al consigliere-tesoriere regionale del PD Veneto Giampiero Marchese, nello scandalo delle presunte tangenti e finanziamenti illeciti del Consorzio Venezia Nuova. Tuttavia, Zoggia ha respinto tutte le accuse. Successivamente viene accusato da Giorgio Orsoni nell'ambito del finanziamento illecito che portò prima agli arresti e successivamente alle dimissioni del sindaco di Venezia, dopo che lo stesso Orsoni aveva patteggiato quattro mesi affermando di aver preso soldi (tra i 450 e i 550.000 euro) per la campagna elettorale comunale nel 2010 dal Consorzio Venezia Nuova su richiesta di Zoggia, Mognato, Reolon e Marchese.. Nel febbraio del 2015 la procura di Venezia chiese l'archiviazione e il 7 luglio 2015 il giudice per le indagini preliminari Giuliana Galasso dispose l'archiviazione del procedimento.
Nel marzo 2017 Mognato abbandona il Partito Democratico, passando al gruppo parlamentare di Articolo 1 - Movimento Democratico e Progressista - Liberi e Uguali.
Alle elezioni politiche del 2018 si candida alla Camera nel collegio uninominale Veneto 1 - 01 (Venezia) e nel Collegio plurinominale Veneto 1 - 01 per Liberi e Uguali, ma con il 5,07% di preferenze ottenute non viene rieletto e dopo 18 anni di assenza in aspettativa per incarichi politici ritorna al proprio lavoro di magazziniere presso il supermercato Metro di Venezia.
Alle elezioni politiche del 2022 viene candidato al Senato nel collegio uninominale Veneto - 01 (Venezia) per la coalizione di centrosinistra, dove ottiene il 25,48% ed è sconfitto dal candidato del centrodestra Raffaele Speranzon (53,64%). Nel 2023, con lo scioglimento di Articolo Uno, fa rientro nel PD.